# ライアン・マッゴーワン
ライアン・ジェームズ・マッゴーワン（英語: Ryan James McGowan、1989年8月15日 - ）は、オーストラリアのサッカー選手。オーストラリア代表。ポジションはDF。

## クラブ経歴

### ハート・オブ・ミドロシアン
パラ・ヒルズ・ナイツSCで選手となった。その後、FFTA NTCに加入し、ハート・オブ・ミドロシアンFCに2006年に移籍、2008年にトップチーム昇格を果たした。ハーツのU-19では主将を務めていた。2008年5月13日にスコティッシュ・プレミアシップのグレトナFC戦で途中出場し、トップチーム初出場となった。この出場の少し前に彼はクラブと5年契約を締結していた。
しかしながらその1試合以降の出場はなく、2009年10月にエア・ユナイテッドFCへレンタル移籍となった。10月14日のダンディーFC戦で初出場、この試合で初得点も決めると、ホームで2-2の引分に試合を持ち込んだ。2010年1月にシーズン末までレンタルを延長。合計で30試合に出場、1得点の結果を残した
新たに監督に就任したジム・ジェフリーズは彼を2010年8月21日のハミルトン・アカデミカルFC戦で途中から起用、その後9月に行われたセルティックFC戦でも起用した。2011年2月15日に、3ヶ月の契約でパーティック・シッスルFCにレンタル移籍、同日夜の試合で同クラブ初出場となった。レンタル移籍中に8試合に出場、4月にハーツに復帰した。復帰後は残りのシーズンで6試合に出場し、5月7日のレンジャーズFC戦ではスターティングメンバーに名を連ねた。
2011年7月23日のレンジャーズFC戦ではスカイ・スポーツのマン・オブ・ザ・マッチに輝いた。その後トップチームでの地位を次第に確立し、UEFAヨーロッパリーグの予選ではパクシュSEと対戦した。その後のトッテナム・ホットスパーFC戦にも出場し、0-0の引分に持ち込んだものの、2戦合計で5-0とされ敗北した。翌年1月2日のハイバーニアンFCとのエディンバラ・ダービーではハーツでの初得点を記録した。後にこの試合で彼はイヴァン・スプルールの胃に対して頭突きをしていた事が判明、しかしそれを見ていた審判は何の反応も示さなかったため、スコットランドサッカー協会の法令遵守責任者はこれを公開捜査にかけた。そして法令遵守責任者は彼を2試合の出場停止処分にするよう要請、これに対してハーツは危険行為ではないと主張したものの、この処分については受け入れた。2011-12シーズンはこのような事があった他方で、彼は3得点を挙げる良いシーズンであった。そのうちの1得点はスコティッシュカップの決勝戦、ハイバーニアンFC戦での得点で、勝利に貢献した1点であった。そして彼は同クラブの最優秀若手選手賞を受賞した。
夏の移籍市場の最終日に及んでレンジャーズFCが彼とデイヴィッド・テンプルトンを130万ユーロという巨額での獲得を試みたものの、これは失敗した。テンプルトンはレンジャーズFCに移籍したが、彼はハーツに止まったのである。この理由として彼は代表での出場機会を保ちたいと述べた。2013年1月2日にハーツは40万ユーロで中国の山東魯能泰山足球倶楽部に彼を移籍させることに合意した。ハーツでは合計73試合に出場した。

### 山東魯能泰山
2013年1月7日に中国サッカー・スーパーリーグの山東魯能泰山と2年契約を締結。3月9日の大連阿爾濱戦で初出場。山東魯能泰山での最後の試合となったのは、中国FAカップ2014の決勝戦第2試合の江蘇蘇寧戦で、怪我をしながらであったものの決勝点を決めた。2014シーズン末で山東魯能泰山側が契約を延長せず、退団となった。

### ダンディー・ユナイテッド
2015年1月23日、ダンディー・ユナイテッドFCと18ヶ月の契約で合意し、スコットランドに復帰した。1月31日のスコティッシュリーグカップの準決勝、アバディーンFC戦で初出場となった。

### 河南建業
2016年1月21日に河南建業に移籍、中国超級に復帰した。報じられる所によると移籍金は約35万ユーロであるという。

### 貴州智誠
2017年、貴州智誠に移籍した。

### シドニーFC
2019年7月、シドニーFCへ移籍。

### クウェートS C
2021年7月7日、アル・クウェートSCに移籍した。

### セント・ジョンストンFC
2022年7月、セント・ジョンストンFCに移籍した。

## 代表経歴
オーストラリアU-19代表としてAFC U-19選手権2008の予選に2007年11月に出場した。その後、2009 FIFA U-20ワールドカップに出場した。第1試合のスターティングイレブンにもなった彼であるが、このチェコU-20代表戦でイエローカード、その後レッドカードも貰い、退場処分となった。
2012年8月にスコットランド代表との親善試合に臨むA代表から初招集を受けた。サーシャ・オグネノヴスキとの交代で代表初出場となった。イースター・ロードで行われた彼の代表初出場戦は、彼がハート・オブ・ミドロシアンに所属している事から、ホームであるスコットランドのサポーターからブーイングを浴びた。
その後、2014 FIFAワールドカップに出場、ティム・ケーヒルの得点をアシストしたものの、オランダ代表には一歩及ばずこの試合は3-2の敗北に終わった。

## 個人
アデレードで生まれた彼であるが、その出自はスコットランドのグラスゴーにある。弟のディラン・マッゴーワンもサッカー選手で、U世代のオーストラリア代表であった。

## 個人成績
2016年10月30日現在
| 国内大会個人成績 | 国内大会個人成績           | 国内大会個人成績 | 国内大会個人成績 | 国内大会個人成績 | 国内大会個人成績          | 国内大会個人成績 | 国内大会個人成績 | 国内大会個人成績 | 国内大会個人成績 | 国内大会個人成績 | 国内大会個人成績 |
| 年度             | クラブ                     | 背番号           | リーグ           | リーグ戦         | リーグ戦                  | リーグ杯         | リーグ杯         | オープン杯       | オープン杯       | 期間通算         | 期間通算         |
| 年度             | クラブ                     | 背番号           | リーグ           | 出場             | 得点                      | 出場             | 得点             | 出場             | 得点             | 出場             | 得点             |
| スコットランド   | スコットランド             | スコットランド   | スコットランド   | リーグ戦         | リーグ戦                  | S・リーグ杯      | S・リーグ杯      | スコティッシュ杯 | スコティッシュ杯 | 期間通算         | 期間通算         |
| ---------------- | -------------------------- | ---------------- | ---------------- | ---------------- | ------------------------- | ---------------- | ---------------- | ---------------- | ---------------- | ---------------- | ---------------- |
| 2007-08          | ハート・オブ・ミドロシアン |                  | プレミア         | 1                | 0                         | 0                | 0                | 0                | 0                | 1                | 0                |
| 2008-09          | ハート・オブ・ミドロシアン |                  | プレミア         | 0                | 0                         | 0                | 0                | 0                | 0                | 0                | 0                |
| 2009-10          | ハート・オブ・ミドロシアン |                  | プレミア         | 0                | 0                         | 0                | 0                | 0                | 0                | 0                | 0                |
| 2009-10          | エア・ユナイテッド         |                  | SFL1             | 28               | 1                         | 0                | 0                | 2                | 0                | 30               | 1                |
| 2010-11          | パーティック・シッスル     |                  | SFL1             | 8                | 0                         | 0                | 0                | 0                | 0                | 8                | 0                |
| 2010-11          | ハート・オブ・ミドロシアン | 12               | プレミア         | 8                | 0                         | 0                | 0                | 0                | 0                | 8                | 0                |
| 2011-12          | ハート・オブ・ミドロシアン | 12               | プレミア         | 28               | 2                         | 1                | 0                | 6                | 1                | 35               | 3                |
| 2012-13          | ハート・オブ・ミドロシアン | 4                | プレミア         | 20               | 0                         | 2                | 0                | 1                | 0                | 23               | 0                |
| 中国             | 中国                       | 中国             | 中国             | リーグ戦         | リーグ戦                  | リーグ杯         | リーグ杯         | FA杯             | FA杯             | 期間通算         | 期間通算         |
| 2013             | 山東魯能泰山               | 4                | 超級             | 29               | 1                         | 0                | 0                | 1                | 0                | 30               | 1                |
| 2014             | 山東魯能泰山               | 4                | 超級             | 17               | 1                         | 0                | 0                | 5                | 1                | 22               | 2                |
| スコットランド   | スコットランド             | スコットランド   | スコットランド   | リーグ戦         | リーグ戦                  | S・リーグ杯      | S・リーグ杯      | スコティッシュ杯 | スコティッシュ杯 | 期間通算         | 期間通算         |
| 2014-15          | ダンディー・ユナイテッド   | 16               | プレミア         | 12               | 1                         | 2                | 0                | 3                | 0                | 17               | 1                |
| 2015-16          | ダンディー・ユナイテッド   | 12               | プレミア         | 22               | 0                         | 2                | 0                | -                | -                | 24               | 0                |
| 中国             | 中国                       | 中国             | 中国             | リーグ戦         | リーグ戦                  | リーグ杯         | リーグ杯         | FA杯             | FA杯             | 期間通算         | 期間通算         |
| 2016             | 河南建業                   | 15               | 超級             | 28               | 2                         | 0                | 0                | 2                | 0                | 30               | 2                |
| 2017             | 貴州智誠                   |                  | 超級             | 0                | 0                         | 0                | 0                | 0                | 0                | 0                | 0                |
| 通算             | スコットランド             | スコットランド   | プレミア         | 57               | 2                         | 3                | 0                | 7                | 1                | 67               | 3                |
| 通算             | スコットランド             | スコットランド   | SFL1             | 36               | 1                         | 0                | 0                | 2                | 0                | 38               | 1                |
| 通算             | 中国                       | 中国             | 超級             | 74               | 4                         | 0                | 0                | 8                | 1                | 82               | 5                |
| 総通算           | 総通算                     | 総通算           | 総通算           | 201              | 8\|\|\|\|\|\|\|\|\|\|\|\| |                  |                  |                  |                  |                  |                  |

## 代表歴

### 出場大会
- オーストラリア代表
  - 2014 FIFAワールドカップ

### 試合数
- 国際Aマッチ 22試合 0得点（2012年-2022年）[49]

| オーストラリア代表 | 国際Aマッチ | 国際Aマッチ |
| 年                 | 出場        | 得点        |
| ------------------ | ----------- | ----------- |
| 2012               | 2           | 0           |
| 2013               | 6           | 0           |
| 2014               | 4           | 0           |
| 2015               | 2           | 0           |
| 2016               | 4           | 0           |
| 2017               | 2           | 0           |
| 2018               | 0           | 0           |
| 2019               | 0           | 0           |
| 2020               | 0           | 0           |
| 2021               | 1           | 0           |
| 2022               | 1           | 0           |
| 通算               | 22          | 0           |

## タイトル

### クラブ
ハート・オブ・ミドロシアンFC
- スコティッシュカップ: 2012

山東魯能泰山
- 中国FAカップ: 2014

シドニーFC
- Aリーグ・メン: 2019-20

### 代表
オーストラリア
- AFF U-19ユース選手権: 2008
- グルーネウェーゲン国際大会: 2009

### 個人
- 中国FAカップMVP: 2014